# David Carson (regizor)
David Carson (n. 1948, Exmouth, Anglia, Regatul Unit) este un regizor britanic de teatru, televiziune și film.

## Carieră
Prima lucrare a lui Carson în regie a fost pe scena teatrului britanic și la televiziunea britanică. A regizat un episod din telenovela britanică Coronation Street. Carson a încercat să se mute în Statele Unite pentru a lucra pe scena cinematografică americană și, înainte de a călători, agentul său i-a organizat un interviu cu producătorii serialului Star Trek: Generația următoare. Cu toate acestea, nu auzise niciodată înainte de Star Trek, iar la sugestia agentului său, a închiriat câteva episoade pentru a efectua cercetări. Odată ajuns în Statele Unite, s-a întâlnit cu Rick Berman și David Livingston și a fost angajat să regizeze episodul "The Enemy".

## Filmografie

### Televiziune
| An        | Titlu                                        | Note                                   |
| --------- | -------------------------------------------- | -------------------------------------- |
| 1981      | Coronation Street                            | Regizor "Episodul #1.2129"             |
| 1982      | Crown Court                                  | Regizor (2 episoade)                   |
| 1983      | Studio                                       | Regizor                                |
| 1984-1985 | The Adventures of Sherlock Holmes            | Regizor (2 episoade)                   |
| 1985      | The Lightning Always Strikes Twice (film TV) | Regizor                                |
| 1985      | Bright Smiler (film TV)                      | Regizor                                |
| 1985-1987 | Bulman                                       | Regizor (2 episoade)                   |
| 1986      | The Return of Sherlock Holmes                | Regizor (2 episoade)                   |
| 1986      | Call Me Mister                               | Regizor "The Carve Up"                 |
| 1988      | Bergerac                                     | Regizor "Crossed Swords"               |
| 1988      | Bust                                         | Regizor (2 episoade)                   |
| 1989-1992 | Star Trek: Generația următoare               | Regizor (4 episoade)                   |
| 1989-1990 | Alien Nation                                 | Regizor (2 episoade)                   |
| 1989-1991 | L.A. Law                                     | Regizor (4 episoade)                   |
| 1990      | The Trials of Rosie O'Neill                  | Regizor "So Long Patrick"              |
| 1990-1991 | Northern Exposure                            | Regizor (3 episoade)                   |
| 1990-1993 | Doogie Howser, M.D.                          | Regizor (4 episoade)                   |
| 1991      | WIOU                                         | Regizor "Ode to Sizzling Sal"          |
| 1991      | Sons and Daughters                           | Regizor                                |
| 1991      | Life Goes On                                 | Regizor                                |
| 1991-1992 | Homefront                                    | Regizor (4 episoade)                   |
| 1992      | Sisters                                      | Regizor "Heart and Soul"               |
| 1992      | Beverly Hills, 90210                         | Regizor (2 episoade)                   |
| 1993      | Southbeach                                   | Regizor                                |
| 1993      | Shameful Secrets (film TV)                   | Regizor                                |
| 1993-1994 | Star Trek: Deep Space Nine                   | Regizor (4 episoade)                   |
| 1994      | Star Trek Generations                        | Regizor (lansat în cinematografe)      |
| 1995      | Strange Luck                                 | Regizor "Soul Survivor"                |
| 1998      | Man Made (film TV)                           | Regizor                                |
| 1998      | From the Earth to the Moon                   | Regizor "Galileo Was Right"            |
| 1998      | Letters from a Killer (film TV)              | Regizor                                |
| 1998      | LA Doctors                                   | Regizor                                |
| 1998      | Nash Bridges                                 | Regizor "Imposters"                    |
| 1998      | Martial Law                                  | Regizor "Extreme Measures"             |
| 2000      | The 10th Kingdom                             | Regizor (3 episoade)                   |
| 2000      | In His Life: The John Lennon Story (film TV) | Regizor                                |
| 2002      | Witchblade                                   | Regizor "Destiny"                      |
| 2002      | Odyssey 5                                    | Regizor "Pilot"                        |
| 2002      | Carrie (film TV)                             | Regizor                                |
| 2002-2004 | Smallville                                   | Regizor (3 episoade)                   |
| 2003      | Birds of Prey                                | Regizor "Gladiatrix"                   |
| 2003-2004 | One Tree Hill                                | Regizor (3 episoade)                   |
| 2004      | Karen Sisco                                  | Regizor "No One's Girl"                |
| 2004      | Unstoppable                                  | Regizor                                |
| 2006      | Runaway                                      | Regizor "Mr. Radar Goes to Washington" |
| 2007      | Blue Smoke (film TV)                         | Regizor                                |
| 2007-2008 | The Dresden Files                            | Regizor (2 episoade)                   |

### Film
| An   | Titlu                 | Note    |
| ---- | --------------------- | ------- |
| 1994 | Star Trek Generations | Regizor |
| 1998 | Letters from a Killer | Regizor |
| 2004 | Unstoppable           | Regizor |

## Legături externe
- David Carson la Internet Movie Database
- David Carson la Allmovie

Format:David Carson